# Google Nest
Pour les articles homonymes, voir Nest.
Google Nest, anciennement Nest Labs, est une compagnie américaine située à Palo Alto, Californie, spécialisée dans la domotique qui produit des réseaux en Wi-Fi-synchronisés avec des programmes automatisés de thermostats et de détecteurs de fumée, fondée par d'anciens collaborateurs d'Apple : Tony Fadell et Matt Rogers en 2010. Elle emploie 460 personnes en 2014.

## Histoire
Le 13 janvier 2014, Nest est racheté par Google pour 3,2 milliards de dollars,.
En juin 2014, Google acquiert Dropcam pour environ 555 millions de dollars et l'intègre à Nest Labs.
En octobre 2014, Google, au travers de Nest, acquiert Revolv, une entreprise américaine spécialisée dans le lien entre domotique et téléphonie mobile, pour un montant inconnu.
En août 2015, Nest devient une filiale de Alphabet Inc., la société mère de Google.
Le 3 juin 2016, Tony Fadell démissionne de ses fonctions et laisse la place à Marwan Fawaz.
En février 2018, Nest redevient une filiale de Google afin de concurrencer Amazon et son assistant Alexa, et son deuxième cofondateur Matt Rogers démissionne a son tour.

### Évolution du logotype

Logo de Nest Labs de 2010 à 2018.
Logo de Google Nest depuis 2018.

## Propriété intellectuelle

### Stratégie
Dès sa création en 2010, Nest a activement déposé des brevets sur le thermostat auto-apprenant, les alarmes à incendie et les technologies domotiques. « Chez Nest, ce que nous avons fait c’est mettre le paquet sur une tonne de brevets», dit son cofondateur Tony Fadell, « c’est ce qu’il faut faire quand on veut générer  des enjeux financiers importants. »
Nest a obtenu 40 brevets, en a acquis 60 et déposé 200 autres.
Il s'agit essentiellement de brevets d'usage, par exemple :
- #781 décrit l'identification d'un tremblement de terre, d'un cyclone, d'une panne électrique ou d'un évènement climatique grâce à un parc installé de thermostats équipés de capteurs thermiques, sismiques, d'humidité ou de son [9].
- #255 décrit comment économiser l’énergie en anticipant la présence des habitants dans chaque pièce [10]
- #741 décrit la détection de la présence des habitants d'une maison à partir d'un ensemble de capteurs domotiques connectés à un système de machine learning [11]

En 2012, Nest est rejoint par Chip Lutton, ancien conseiller en chef des brevets d'Apple.
En september 2013, Nest a signé un accord avec le fond de brevets Intellectual Ventures, qui lui donne un accès privilégié aux 40.000 brevets du fonds à des "fins défensives.
En janvier 2014, Google paye 3,2 milliards de dollars pour mettre la main sur ce portefeuille de propriété intellectuelle. "Bien que Nest ait déjà construit une forte réputation pour le design et l'expérience client, nous pensons que Google n'aurait pas acheté cette société si elle n'avait pas une substantielle propriété intellectuelle associée à sa capacité de conception", déclare Carlos Kirjner, analyste de Bernstein Research, dans sa note aux investisseurs.

### Contentieux
En février 2012, Honeywell a déposé une plainte alléguant que certains de ses brevets avaient été contrefaits par Nest. Nest a dit vouloir se défendre de ces allégations.
Le 12 avril 2012, Nest a annoncé publiquement croire qu'aucun des sept brevets prétendument violés l'ont été effectivement été. Honeywell considère que Nest a enfreint les brevets relatifs à la commande à distance d'un thermostat et les thermostats conçus sur un design circulaire et interactif, similaire au modèle Honeywell T87. Cependant, Honeywell aurait obtenu des brevets presque identiques à ceux qui ont expiré en 2004. Nest soupçonnent Honeywell de vouloir les harceler légalement et financièrement.
Le 11 septembre 2013, Nest a annoncé avoir conclu un accord de licence de brevet avec Intellectual Ventures. En outre, Nest a annoncé qu'il faisait l'acquisition de plusieurs brevets de Intellectual Ventures qui aideront Nest à mieux défendre leurs produits en contrefaçon de brevet  On ne sait pas combien de brevets Nest a obtenu auprès d'Intellectual Ventures.
Le 4 novembre 2013, BRK Brands, Inc. («BRK»), titulaire de la marque First Alert de détecteurs de fumée, a déposé une plainte contre Nest dans le tribunal de district de Northern Illinois au motif que le nouveau produit Nest Protect violerait les revendications de six de ses brevets 